# Worcester IceCats
I Worcester IceCats sono stati una squadra di hockey su ghiaccio dell'American Hockey League con sede nella città di Worcester, nello stato del Massachusetts. Nati nel 1994 e sciolti nel 2005, nel corso degli anni sono stati affiliati alla franchigia dei St. Louis Blues.

## Storia
Gli IceCats nacquero quando l'allora proprietario della franchigia dei New York Islanders Roy Boe decise di rilevare la formazione dei Springfield Indians e di trasferirla a Worcester nell'estate del 1994. La squadra iniziò a giocare la stagione 1994-95 con un roster formato da giocatori free-agent, senza alcun legame di affiliazione con squadre della National Hockey League. A partire dalla stagione successiva gli IceCats furono la squadra AHL dei St. Louis Blues. In aggiunta nel 1998 gli IceCats si accordarono come affiliata nella serie minor dell'ECHL con la squadra dei Peoria Rivermen, già dal 1994 parte dell'organizzazione dei Blues. Nel corso della stagione 2000-01 Boe vendette la squadra, divenuta interamente di proprietà dei Blues.
Il 9 novembre 2004 i St. Louis Blues annunciarono ufficialmente la cessione degli IceCats ai proprietari della squadra affiliata in ECHL, i Peoria Rivermen. I nuovi padroni della squadra decisero quindi di trasferire dalla stagione 2005-06 la franchigia a Peoria, nell'Illinois. Nella loro storia gli IceCats vinsero due titoli di Division e uno di Conference.

### Affiliazioni
Nel corso della loro storia i Worcester IceCats sono stati affiliati alle seguenti franchigie della National Hockey League:
- St. Louis Blues: (1995-2005)
- Ottawa Senators: (1996-1998)

## Record stagione per stagione
| Stagione          | Division    | Gare | V  | S  | P  | OTL | Punti | GF  | GS  | Piazzamento | Play-off                                                       |
| ----------------- | ----------- | ---- | -- | -- | -- | --- | ----- | --- | --- | ----------- | -------------------------------------------------------------- |
| Worcester IceCats |             |      |    |    |    |     |       |     |     |             |                                                                |
| 1994-95           | North       | 80   | 24 | 45 | 11 | 0   | 59    | 234 | 300 | 6°          |                                                                |
| 1995-96           | North       | 80   | 36 | 28 | 12 | 4   | 88    | 242 | 244 | 2°          | perde 1º turno (Portland) 1-3                                  |
| 1996-97           | New England | 80   | 43 | 23 | 9  | 5   | 100   | 256 | 234 | 1°          | perde 1º turno (Providence) 2-3                                |
| 1997-98           | New England | 80   | 34 | 31 | 9  | 6   | 83    | 267 | 268 | 4°          | vince 1º turno (Springfield) 3-1 perde 2º turno (Hartford) 3-4 |
| 1998-99           | New England | 80   | 34 | 36 | 8  | 2   | 78    | 237 | 260 | 4°          | perde 1º turno (Providence) 1-3                                |
| 1999-2000         | New England | 80   | 34 | 31 | 11 | 4   | 83    | 249 | 250 | 3°          | vince 1º turno (Portland) 3-1 perde 2º turno (Hartford) 1-4    |
| 2000-01           | New England | 80   | 48 | 20 | 9  | 3   | 108   | 264 | 205 | 1°          | vince 1º turno (Lowell) 3-1 perde 2º turno (Providence) 3-4    |
| 2001-02           | North       | 80   | 39 | 33 | 7  | 1   | 86    | 245 | 218 | 3°          | perde preliminari (Manitoba) 1-2                               |
| 2002-03           | North       | 80   | 35 | 27 | 15 | 3   | 88    | 235 | 220 | 3°          | perde 1º turno (Binghamton) 0-3                                |
| 2003-04           | Atlantic    | 80   | 37 | 27 | 13 | 3   | 90    | 207 | 186 | 3°          | vince 1º turno (Manchester) 4-1 perde 2º turno (Hartford) 0-4  |
| 2004-05           | Atlantic    | 80   | 39 | 34 | 3  | 4   | 85    | 212 | 223 | 5°          |                                                                |

## Record della franchigia

### Singola stagione
Gol: 38  Eric Boguniecki e  Justin Papineau (2001-02)
Assist: 46  Eric Boguniecki (2001-02)
Punti: 84  Eric Boguniecki (2001-02)
Minuti di penalità: 337  Sylvain Blouin (1999-00)
Media gol subiti: 2.13  Curtis Sanford (2003-04)
Parate %: .929  Dwayne Roloson (2000-01)

### Carriera
Gol: 79  Marc Brown
Assist: 154  Terry Virtue
Punti: 210  Terry Virtue
Minuti di penalità: 1083  Terry Virtue
Vittorie: 65  Curtis Sanford
Shutout: 10  Curtis Sanford
Partite giocate: 455  Terry Virtue

## Palmarès

### Premi di squadra
- Macgregor Kilpatrick Trophy: 1

2000-2001
- F. G. "Teddy" Oke Trophy: 2

1996-1997, 2000-2001

### Premi individuali
- Aldege "Baz" Bastien Memorial Award: 1

Dwayne Roloson: 2000-2001
- Les Cunningham Award: 1

Eric Boguniecki: 2001-2002
- Louis A. R. Pieri Memorial Award: 1

Don Granato: 2000-2001